# Alinhan del Vent
Alinhan del Vent (en occità, i oficialment en francès Alignan-du-Vent) és un municipi occità del Llenguadoc, situat al departament de l'Erau i a la regió d'Occitània.

## Geografia

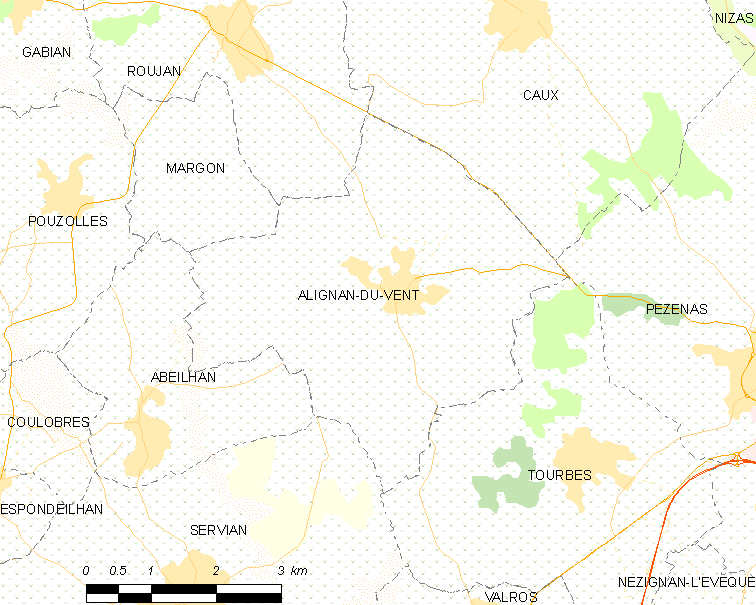
Mapa de la comuna de Alinhan del Vent

## Demografia

Població 1962-2008

## Personatges cèlebres
- Pèire Vidal (1818-1887), escriptor i poeta felibrenc.